# ジョン・ガブリエル・ステッドマン

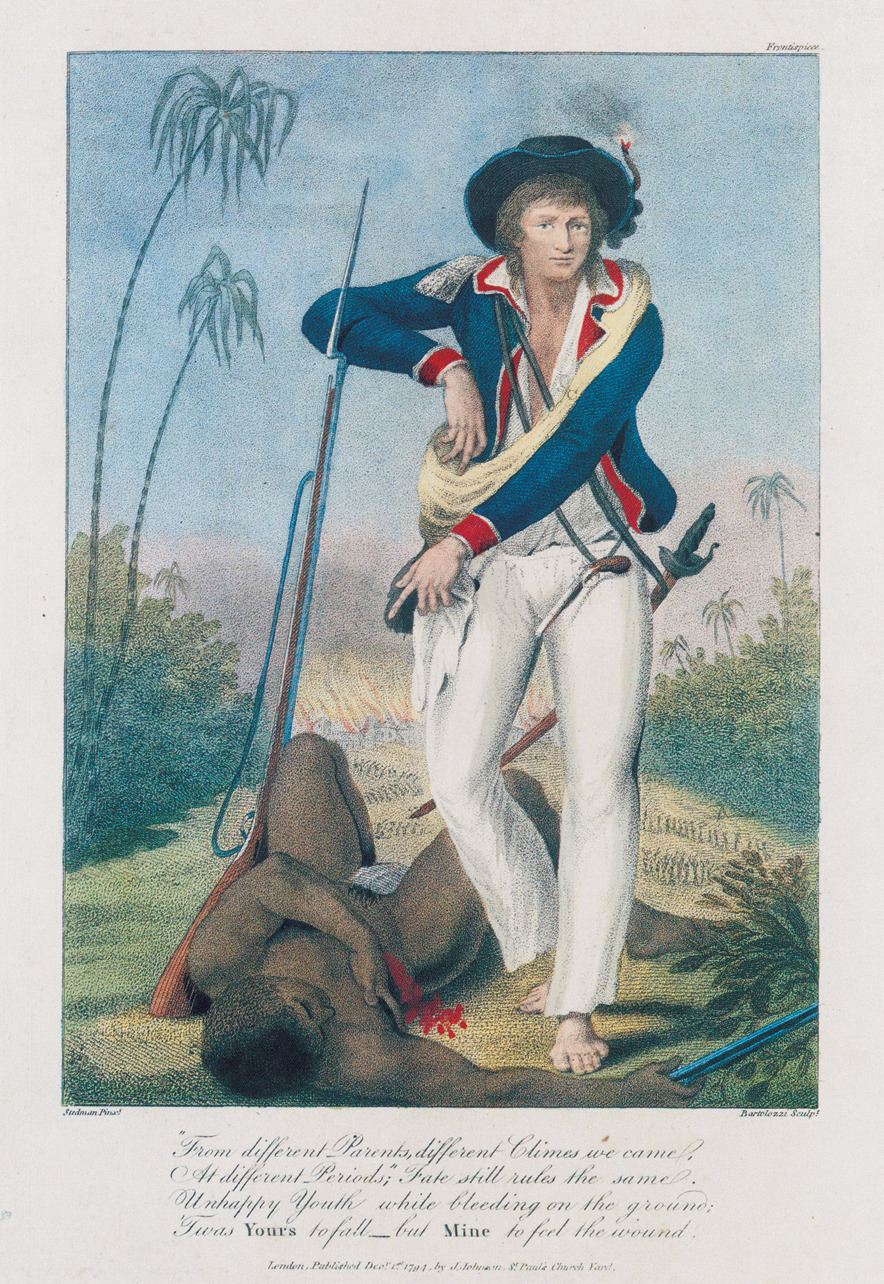
John Gabriel Stedman

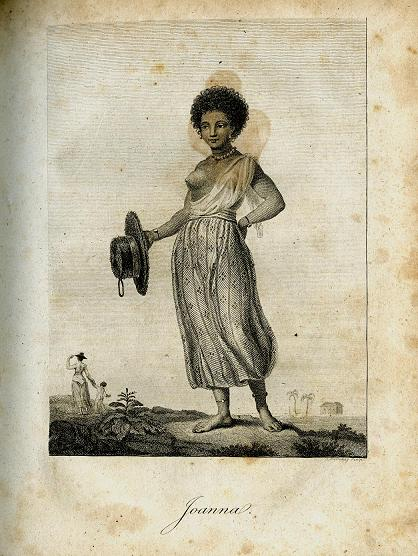
ジョアンナ

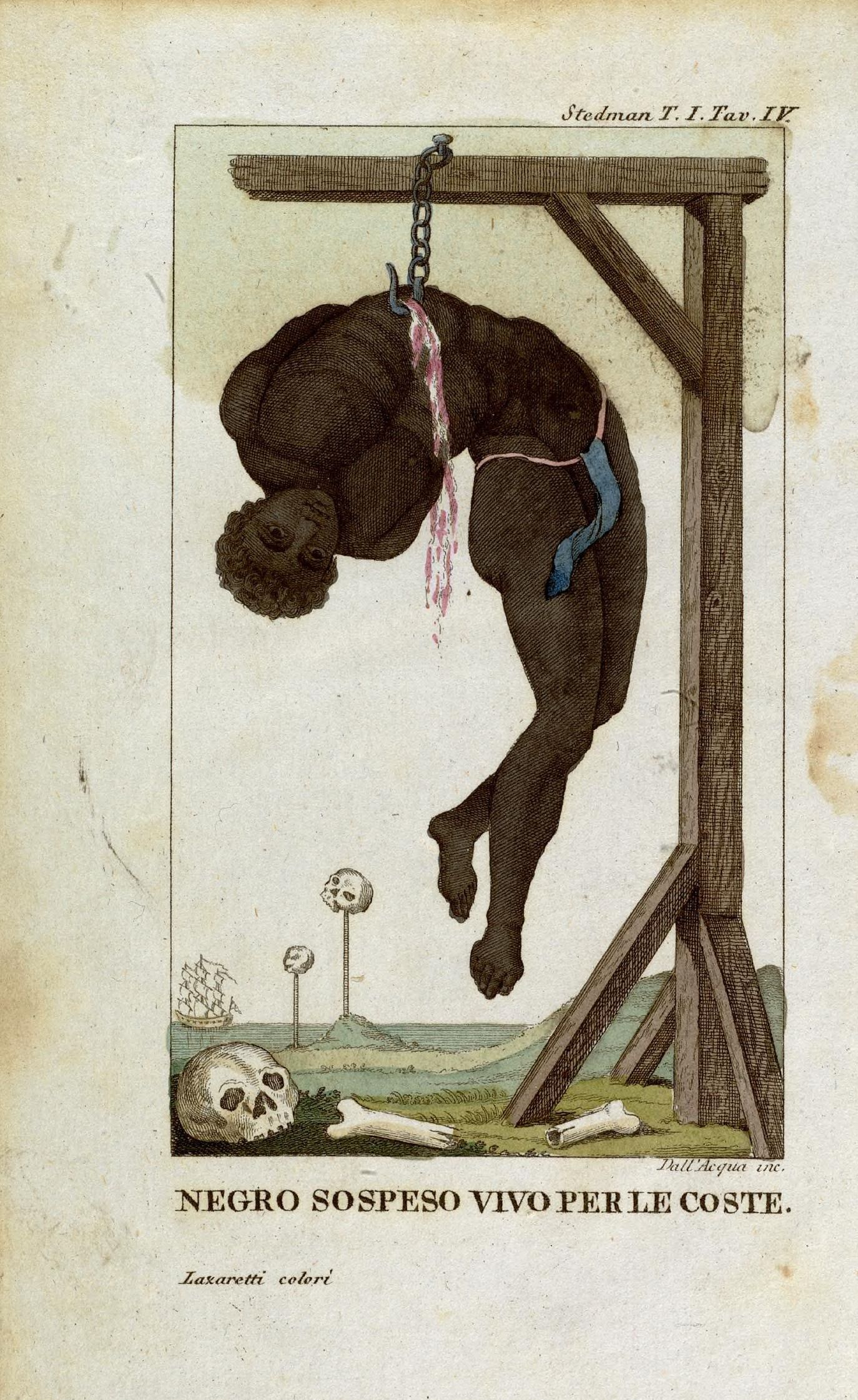
処刑された奴隷

ジョン・ガブリエル・ステッドマン（John Gabriel Stedman、1744年4月4日 - 1797年3月5日）は、スコットランド系のオランダ人で、オランダのスコットランド旅団で働き、南米のスリナムの、マルーン人奴隷の反乱の鎮圧に加わった。その地で奴隷の女と恋愛を含む物語は、出版業者によって、変更を加えられて、"Narrative of a five years' expedition against the revolted Negroes of Surinam"（「スリナムの反乱黒人に対する5年間の冒険の物語」）として出版され、ヨーロッパの各国で翻訳出版された。

## 略歴
スコットランド旅団の将校とオランダ人の母親の息子として、現在のベルギーのデンデルモンデに生まれた) 。11歳の時、教育のためにイギリスの叔父のもとに送られるが、ルソーの信奉者の叔父の厳しい教育に耐えられず、12歳の時にはオランダに戻った。16歳で陸軍に入隊し、1760年にスコットランド旅団に加わった。飲酒癖と借金から逃れるためにスリナムに兵士として渡り、この頃から日記をつけ始めた。
スリナムでは、マルーン人奴隷の反乱が起こり、スイス人の大佐、（Louis Henri Fourgeoud）の率いる800人の傭兵が送られた。ステッドマンは、志願兵として1772年10月29日にこの部隊に加わり、1773年から1777年の間、様々な作戦に参加した。
パラマリボで、プランテーションで働く奴隷の15歳のジョアンナと知り合い、恋愛関係となった。ジョアンナとの間に息子を儲けるが、ステッドマンの記述では、彼女を買い取って自由の身にしたが、一緒にオランダに戻ることを拒否したと書かれているが、彼女と息子を買い取る資金をステッドマンは持っていなかったという説もある。ジョアンナはスリナムで1782年または1783年に死んだ。
1777年にステッドマンはオランダに戻り、再びスコットランド旅団で働き、引退するまでに中佐に昇進した。オランダ人と結婚し、5人の子供を儲けた。

## "Narrative of a five years' expedition against the revolted Negroes of Surinam"の出版
スリナムに居た時代に付けていた日記と、自ら描いた絵をもとに、回顧録の出版のために、1791年にロンドンの出版業者、ジョーゼフ・ジョンソンに原稿は渡された。ジョンソンは、ゴーストライターとしてウィリアム・トムソンを雇い、読者の興味を惹くように殆どすべてを書き直させた。トムソンは奴隷制度支持グループに関係していたこともあった。1796年に書き直された原稿がステッドマンに示され、ステッドマンは出版を拒否し、1796年まで変更を戻す作業をし、1796年に挿画をウィリアム・ブレーク（William Blake）が描いて、"Narrative of a five years' expedition against the revolted Negroes of Surinam"は出版された。まだ最初の原稿に多くの変更は加えられたままであったが、この著作は奴隷制度の非人間性に注目させるという観点で重要な役割を果たした。1818年まで多くの国で出版された。
1790年から1978年に自筆の文書がミネソタ大学で発見され、1988年にオリジナルの原稿が出版された。

## 著作
- Stedman, John Gabriel: Narrative of a five years' expedition against the revolted Negroes of Surinam, mit Gravuren von William Blake nach Zeichnungen von Stedman; London 1796.
- Stedman, John Gabriel: Stedman's Nachrichten von Suriname und von seiner Expedition gegen die rebellischen Neger in dieser Kolonie in d. Jahren 1772-1777, übersetzt von C.W. Jakobs und F. Kies; Hamburg 1797.
- Stedman's Surinam: Life in an Eighteenth-Century Slave Society. An abridged, modernized edition of narrative of a five years expedition against the revolted negroes of Surinam by John Gabriel Stedman, Richard Price, Sally Price, The Johns Hopkins University Press; Reprint edition, March 1, 1992, ISBN 0-8018-4260-3.